# Daar gaat ze (nooit verdiend)
Daar gaat ze (nooit verdiend) is een lied van het Belgische dj-duo Dimitri Vegas & Like Mike en Nederlandse rapper Frenna. Het werd in 2019 als single uitgebracht en stond in hetzelfde jaar als zevende track op de deluxe versie van het album Francis van Frenna. 

## Achtergrond
Daar gaat ze (nooit verdiend) is geschreven door Jan Savenberg en geproduceerd door Dimitri Vegas & Like Mike, Diquenza, Shafique Roman. Het is een nummer uit het genre hiphop. Het lied is een bewerking van Daar gaat ze van Vlaamse band Clouseau en bevat daarnaast een sample van In My Feelings van Canadese rapper Drake. Dimitri Vegas vertelde dat hij een band had met het nummer en Clouseau en daarom het graag in een nieuw jasje wilde steken. Het was niet de eerste keer dat het dj-duo een bewerking van het nummer maakten. Naar eigen zeggen hadden ze vijftien jaar voor Daar gaat ze (nooit verdiend) een andere bewerking op Daar gaat ze gemaakt, maar deze kon niet worden uitgebracht omdat ze geen toestemming kregen van het platenlabel van Clouseau. Toen ze de eerdere bewerking tegenkwamen, besloten ze om deze uit te werken en werd Frenna gevraagd om rapteksten in te spreken. Voor de nieuwe versie kregen ze wel toestemming voor de bewerking.
Het is voor Frenna niet de eerste keer dat hij een Nederlandstalige klassieker bewerkt tot een hiphopversie. Eerder zong hij samen met Lil' Kleine op Verleden tijd, dat een bewerking is van Onderweg van Abel en bewerkte hij samen met BLØF hun nummer Harder dan ik hebben kan naar Regen. 
Op de B-kant van de single is een instrumentale versie van het lied te vinden. De single heeft in Nederland de gouden status.

## Hitnoteringen
De artiesten hadden succes met het lied in de hitlijsten van het Nederlands taalgebied. Het piekte op de twaalfde plaats van de Single Top 100 en stond elf weken in deze hitlijst. In de Vlaamse Ultratop 50 kwam het tot de 32e plek in de drie weken dat het in de lijst stond. De Top 40 werd niet bereikt; het lied bleef steken op de eerste plaats van de Tipparade.